# Erik Grendel
Erik Grendel (* 13. října 1988, Handlová) je slovenský fotbalový záložník a bývalý mládežnický reprezentant, který od roku 2018 působí v klubu FC Spartak Trnava.

## Klubová kariéra
Svoji fotbalovou kariéru začal v MFK Zemplín Michalovce. Mezi jeho další angažmá patří: MFK Dubnica a ŠK Slovan Bratislava.
Sezónu 2010/11 završil ziskem ligového titulu a vítězstvím ve slovenském poháru. Získat „double“, čili ligový titul a triumf v domácím poháru se mu podařilo i v sezóně 2012/13. V sezóně 2013/14 ligový titul se Slovanem obhájil. 5. července 2014 byl u výhry 1:0 nad MFK Košice ve slovenském Superpoháru. Se Slovanem se probojoval do základní skupiny I Evropské ligy 2014/15, kde číhali soupeři SSC Neapol (Itálie), AC Sparta Praha (Česko) a Young Boys Bern (Švýcarsko).
V zimní přestávce sezony 2014/15 Slovan obměňoval kádr, Erik Grendel odešel v únoru 2015 do polského klubu Górnik Zabrze, kde podepsal půlroční smlouvu s opcí na prodloužení.